# Pupput
Pupput (Arabisch: Souk el-Abiod) is een archeologische site in de buurt van de stad Hammamet, gelegen in het noorden van Tunesië.
Al sinds de 1e eeuw voor Christus bestond hier een nederzetting (misschien van Berber-Punische oorsprong). Ten tijde van het bewind van de Romeinse keizer Antoninus Pius, die regeerde in de 2e eeuw na Christus was het een eenvoudig dorp. Tijdens de regering van Commodus (185-192) werd het een kolonie. Volgens een aan keizer Licinius gewijde inscriptie in het Bardomuseum was de Romeinse naam van de stad Colonia Aurelia Commode Pia Felix Augusta Pupput.
Historische bronnen vermelden het bestaan van een Capitool, een theater en een amfitheater. Hiervan zijn geen sporen meer van terug te vinden. Overblijfselen omvatten gedeelten van aquaducten, wateropslagplaatsen, enkele gebouwen met mozaïeken en baden. Hieraan heeft het nabijgelegen Hammamet (het Arabische woord hammam betekent "bad") zijn naam te danken. Op 300 meter afstand bevindt zich een grote Romeinse necropolis, de grootste in Afrika.